# Saas-Balen
Saas-Balen (toponimo tedesco; fino al 2006 Saas Balen) è un comune svizzero di 366 abitanti del Canton Vallese, nel distretto di Visp.

## Geografia fisica
Saas-Balen si trova nella valle Saastal.

## Monumenti e luoghi d'interesse

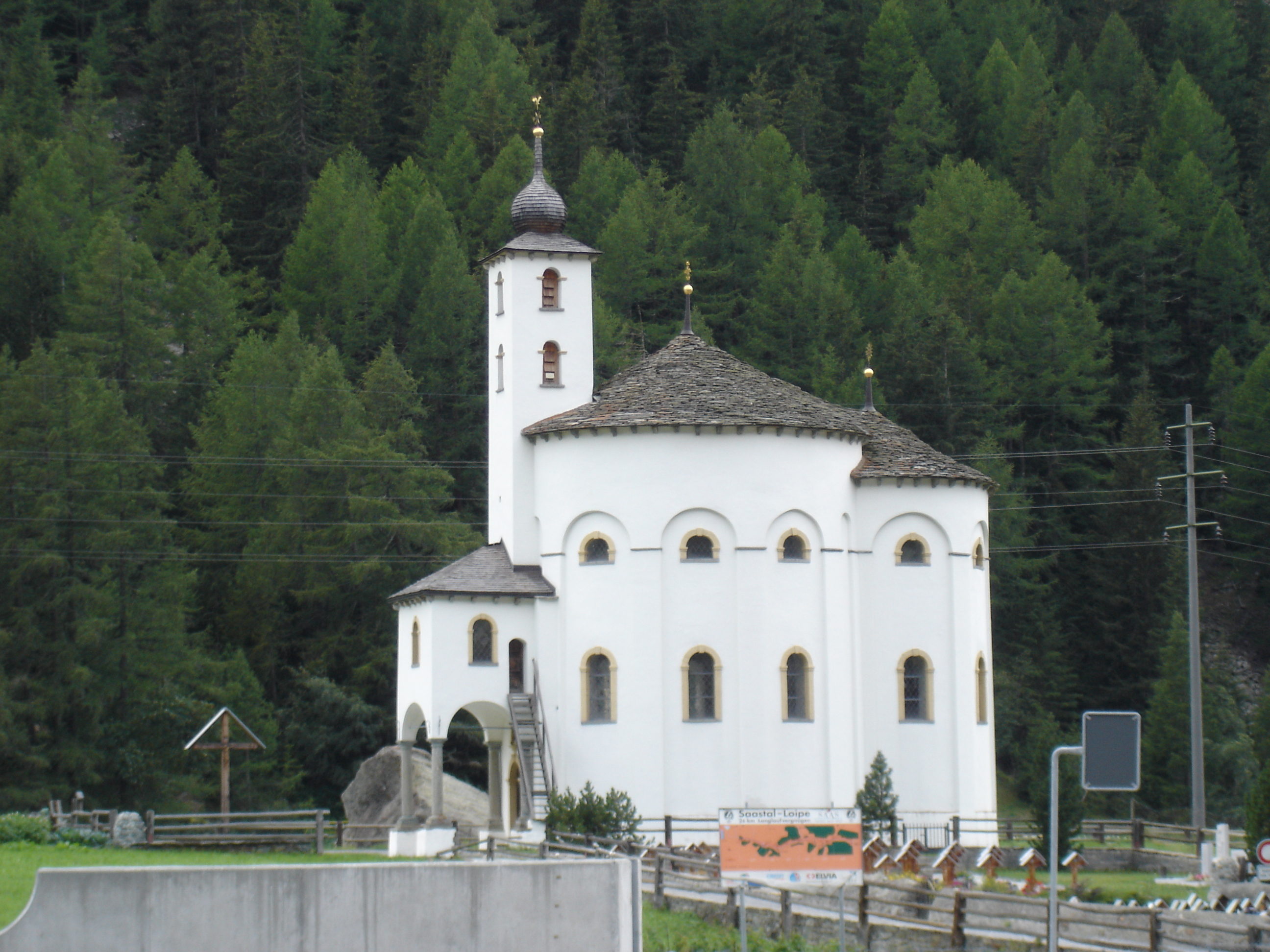
La chiesa dell'Assunzione

- Chiesa parrocchiale cattolica, eretta nel 1958[3].
- Chiesa cattolica dell'Assunzione, eretta nel 1812 da Johann Joseph Andenmatten[3].

## Società

### Evoluzione demografica
L'evoluzione demografica è riportata nella seguente tabella:
Abitanti censiti

## Amministrazione
Ogni famiglia originaria del luogo fa parte del cosiddetto comune patriziale e ha la responsabilità della manutenzione di ogni bene ricadente all'interno dei confini del comune.